# Peter Pasetti
Peter Viktor Rolf Pasetti (Monaco di Baviera, 8 luglio 1916 – Dießen am Ammersee, 23 maggio 1996) è stato un attore e doppiatore tedesco.

## Biografia
Pasetti era figlio dello scenografo Leo Pasetti e della cantante d'opera Elisabeth Ohms. Il cognome Pasetti risale al nonno Anacleto Pasetti, un pittore e fotografo russo di origini italiane.. Pasetti studiò recitazione e musica. Il suo primo film fu nel 1940, Das Fräulein von Barnhelm. successivamente ebbe un ruolo in Venus vor Gericht, con una pausa professionale per lo scoppio del secondo conflitto mondiale. Riprese nel 1948 sotto la regia di Heinz Rühmann in Die kupferne Hochzeit accanto a Hertha Feiler e Hans Nielsen. Seguì Der Herr vom andern Stern (1948) e Du bist nicht allein (1949). Nel 1953 come Lt. Dacano recitò con Hans Albers in Jonny rettet Nebrador e nel 1957 come Dr. Busch con Gertrud Kückelmann in Spielbank-Affäre della DEFA.
Come attore fu attivo in campo cinematografico, teatrale e - soprattutto  - televisivo e fu anche lettore di radiodrammi.

Complessivamente, tra cinema e televisione, partecipò - dagli anni quaranta in poi - a circa un centinaio di diverse produzioni.. Era un volto noto al pubblico anche per la partecipazione a diversi episodi di serie televisive quali L'ispettore Derrick e Il commissario Köster/Il commissario Kress (Der Alte).
Come doppiatore, prestò la propria voce ad attori quali: Bud Abbott, Lex Barker, Humphrey Bogart, Charles Boyer, Vlastimil Brodský, Raymond Burr, Jack Carson, Gary Cooper, Joseph Cotten, George Dolenz, Gabriele Ferzetti, Glenn Ford, James Garner, Cary Grant, Gene Kelly, Paul Langton, Jean Marais, Ray Milland, Gordon Mitchell, George Montgomery, Jacques Morel, Laurence Olivier, Gregory Peck, Jack Palance, Vincent Price, Anthony Quinn, Steve Reeves, James Stewart, John Wayne, Orson Welles, Norman Wooland, ecc.
Pasetti fu sposato tre volte, dal 1950 al 1958 cont Eva Maria Patzak, successivamente in secondo matrimonio per alcuni anni con la cantante e ballerina Margot Werner e infine dal 1968 con la scrittice Marianne Swoboda. 
Morì qualche settimana prima del suo 80º compleanno per tumore e fu sepolto a Monaco di Baviera nel Nordfriedhof (tomba Nr. 114-1-36).

## Filmografia parziale

### Cinema
- Das Fräulein von Barnhelm (1940)
- Der Herr vom andern Stern , regia di Heinz Rühmann (1948)
- Die kupferne Hochzeit (1948)
- Du bist nicht allein, regia di Paul Verhoeven (1949)
- Mezzanotte e 15, stanza 9 (0 Uhr 15, Zimmer 9), regia di Arthur Maria Rabenalt (1950)
- Sensation in San Remo (1951)
- Heimweh nach dir (1952)
- Una notte a Venezia (Eine Nacht in Venedig) (1953)
- Clivia (1954)
- La morte nell'ombra (Drei vom Varieté, 1954)
- Ostaggi innocenti (Die Zeit der Schuldlosen) (1964)
- La pacifista, regia di Miklós Jancsó (1970)
- Smaragd (1987)

### Televisione
- Am grünen Strand der Spree (1960)
- Es ist so soweit (miniserie TV, 1960)
- Unerwartet verschied... (1961)
- Die Probe oder Die bestrafte Liebe (1963)
- Das Kriminalmuseum (serie TV, 1 episodio, 1964)
- Cyprienne oder Lassen wir uns scheiden! (1965)
- Götterkinder - Eine ergötzliche Television aus vergangener Zeit (1965)
- Spätere Heirat erwünscht oder Pallü ist ein Spiel (1966)
- Die Marquise von Arcis (1967)
- Das Kriminalmuseum (serie TV, 1 episodio, 1967)
- Das Kriminalmuseum (serie TV, 1 episodio, 1968)
- Palace-Hotel (1969)
- Die Marquise von B. (miniserie TV, 1970)
- Verschwörung in Ulm - Der Reichswehrprozeß 1930 (1971)
- Napoleon und Joghurt (1971)
- Besuch auf einem kleinen Planeten (1971)
- Der Kommissar (serie TV, 1 episodio, 1971)
- Geliebtes Scheusal (1972)
- Ornifle oder Der erzürnte Himmel (1972)
- L'altro (Alexander Zwo) - serie TV, 1 episodio (1972)
- Der kleine Doktor  - serie TV, 1 episodio (1974)
- Das letzte Testament (1974)
- Motiv Liebe (serie TV, 1 episodio, 1974)
- Der Kommissar (serie TV, 1 episodio, 1974)
- L'ispettore Derrick (Derrick, serie TV, episodio "Fiori di campo", 1975), regia di Franz-Peter Wirth
- Die Affäre Lerouge (miniserie TV, 1976)
- Tatort (serie TV, 1 episodio, 1977)
- Il commissario Köster (Der Alte, serie TV, 1 episodio, 1977)
- L'ispettore Derrick (Derrick, serie TV, episodio "Un caffè da Beate", 1978), regia di Alfred Vohrer
- Der Thronfolger (1980)
- Schönes Weekend, Mr. Bennett (1980)
- Il commissario Köster (Der Alte, serie TV, 1 episodio, 1980)
- Zwei Tote im Sender und Don Carlos im Pogl (1982)
- Krimistunde (serie TV, 1 episodio, 1982)
- L'ispettore Derrick (Derrick, serie TV, episodio "L'uomo di Kiel", 1982), regia di Alfred Vohrer
- Die Rückkehr der Zeitmaschine (1983)
- Freundschaften (serie TV, 1 episodio, 1984)
- Il commissario Köster (Der Alte, serie TV, 1 episodio, 1984)
- Die Geschichte vom guten alten Herrn und dem schönen Mädchen (1985)
- Abschiedsvorstellung (1986)
- Teufels Großmutter (miniserie TV, 1986)
- Der Fälscher (1987)
- Facciaffittasi (miniserie TV, 1987)
- Der Knick - Die Geschichte einer Wunderheilung (1988)
- Schwarz Rot Gold (serie TV, 1 episodio, 1987)
- In guten Händen (1988)
- La clinica della Foresta Nera (Die Schwarzwaldklinkik, serie TV, 1 episodio, 1989)
- L'ispettore Derrick (Derrick, serie TV, episodio "Assolo per quattro", 1990), regia di Franz-Peter Wirth
- Il commissario Kress (Der Alte, serie TV, 1 episodio, 1991)
- L'ispettore Derrick (Derrick, serie TV, episodio "Un insolito uomo d'onore", 1992), regia di Zbyněk Brynych

## Premi & riconoscimenti
- 1976: Schwabinger Kunstpreis[9]